# 稻荷山公園站
稻荷山公園站（日语：／ Inariyama-kōen eki */?）是一個位於埼玉縣狹山市稻荷山一丁目，屬於西武鐵道池袋線的鐵路車站。車站編號是SI22。

## 車站結構

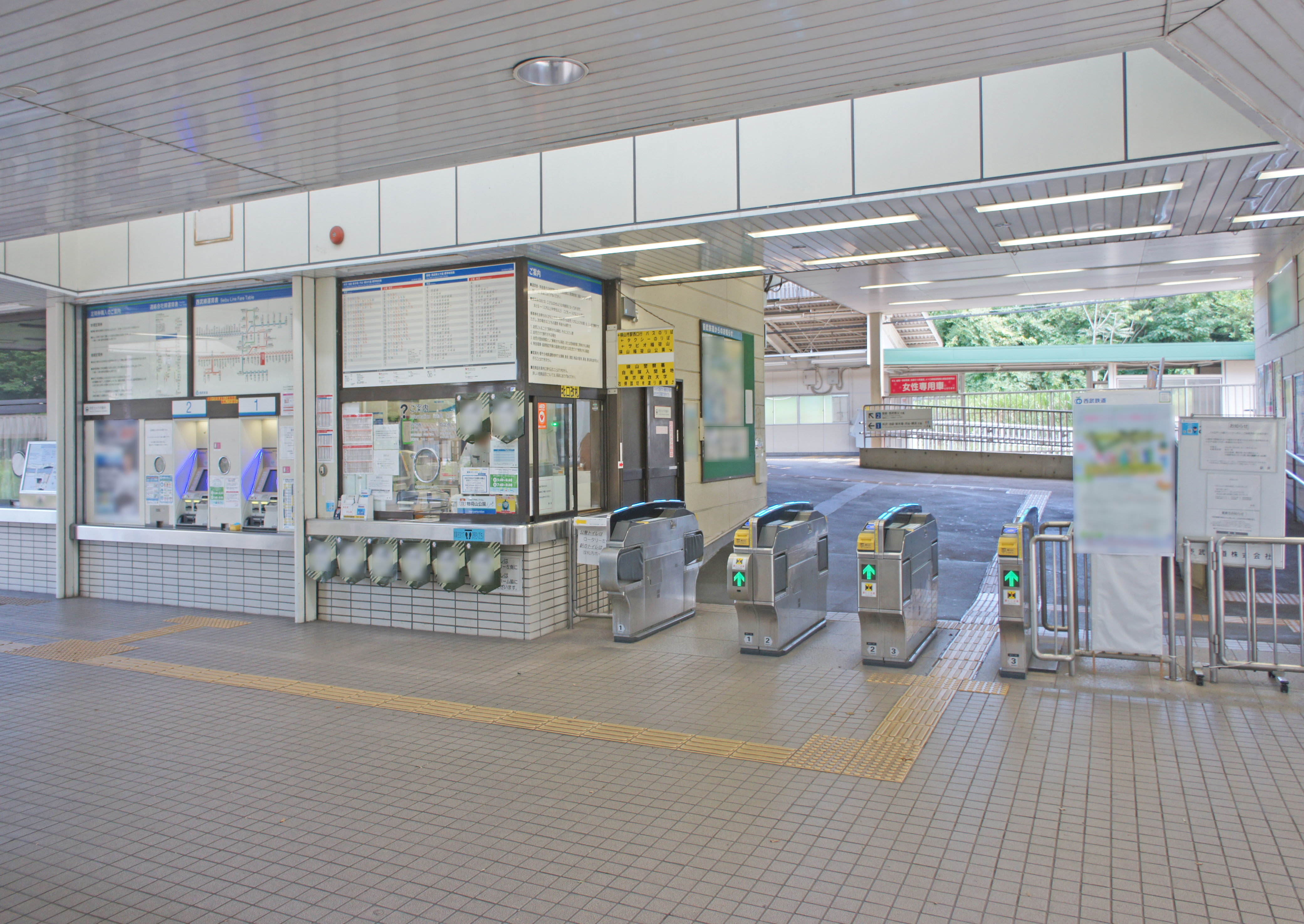
北檢票口（2022年7月）

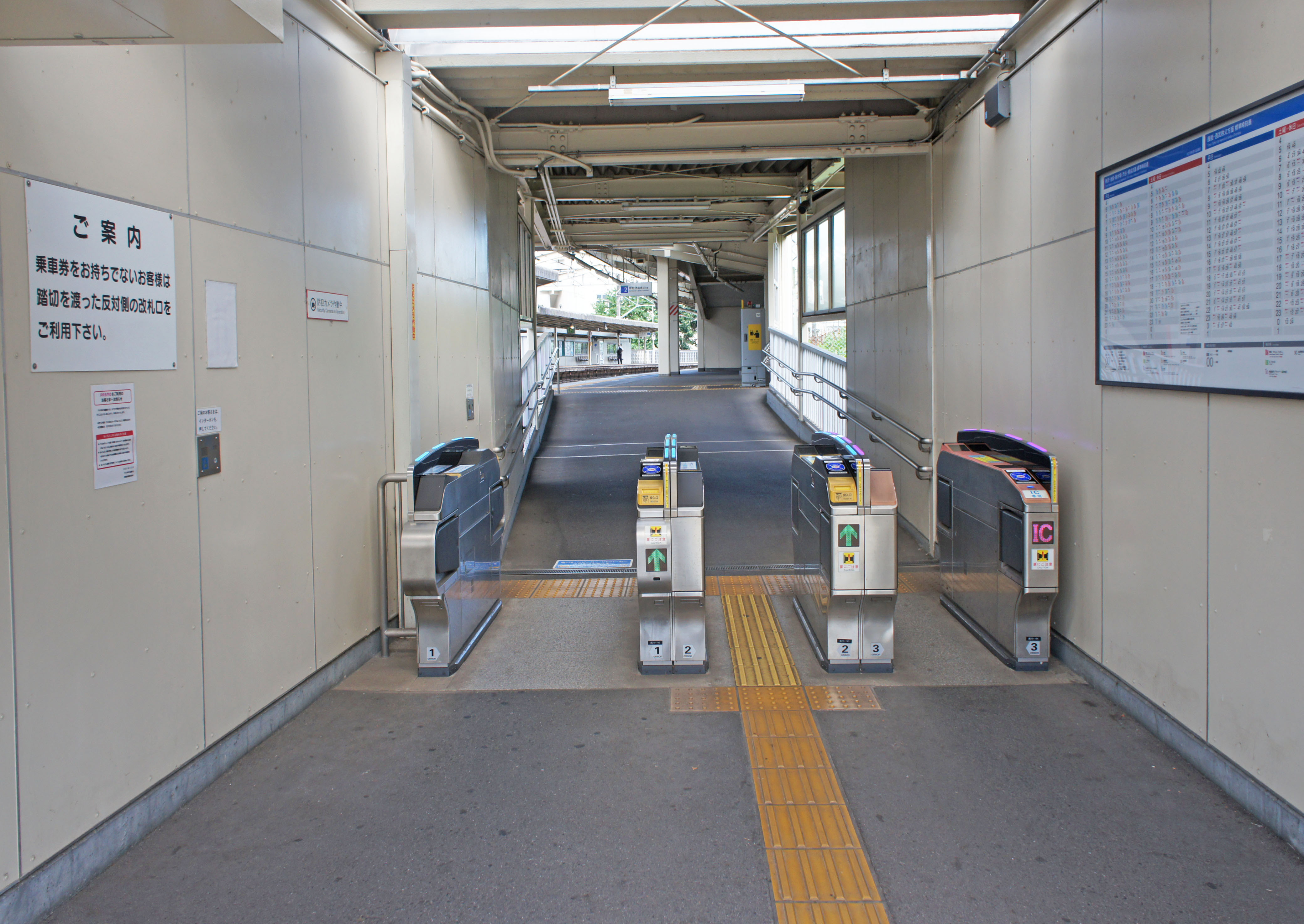
南檢票口（2022年7月）

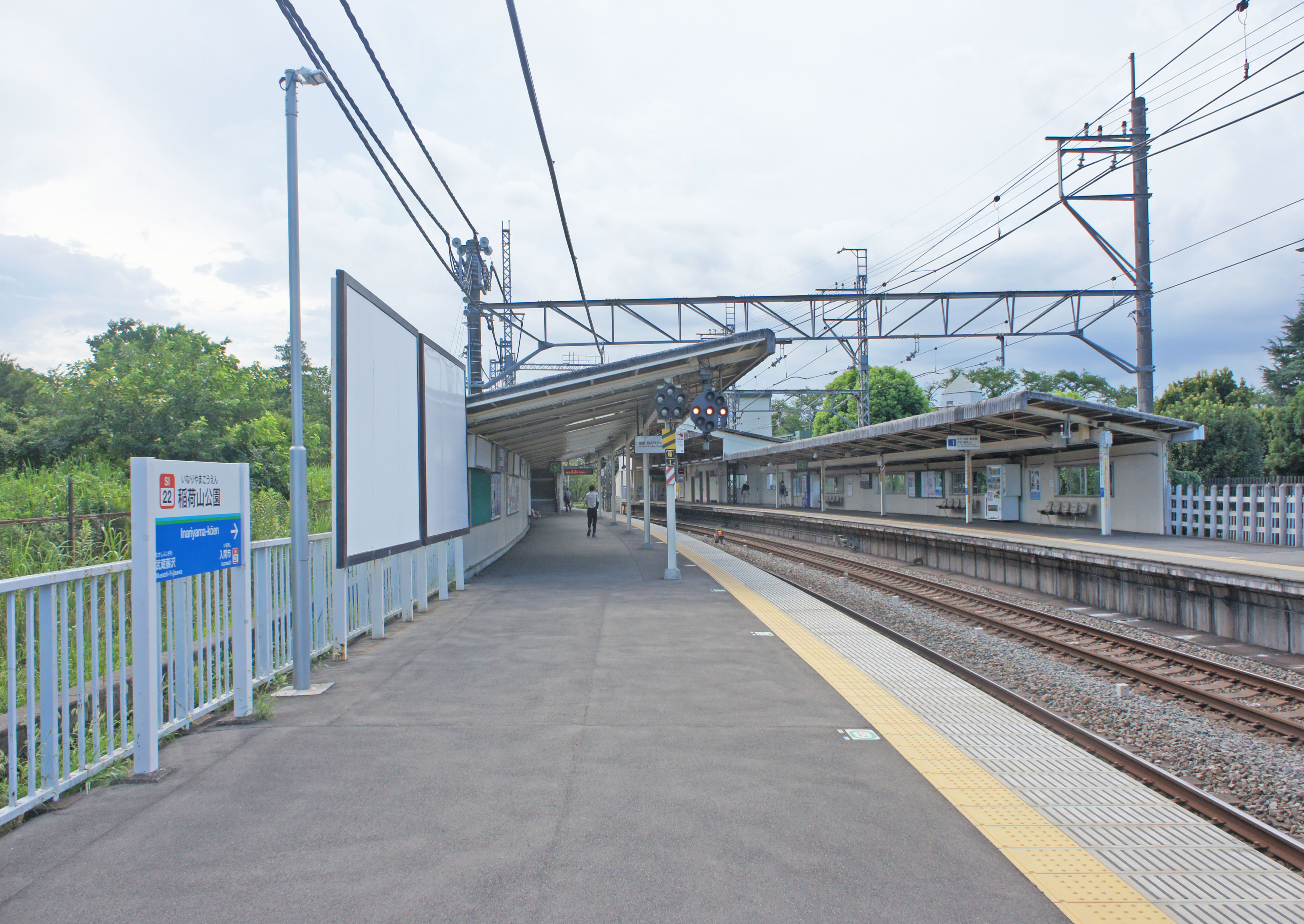
月台（2022年7月）

對向式月台2面2線的地面車站。車站東側軌道與月台有向南的彎道，該處邊緣沒有屋頂。所以月台的一部分與列車有較大的間隙。

### 月台配置
| 月台 | 路線   | 方向 | 目的地                             |
| ---- | ------ | ---- | ---------------------------------- |
| 1    | 池袋線 | 上行 | 所澤、池袋、新木場、澀谷、橫濱方向 |
| 2    | 池袋線 | 下行 | 飯能、西武秩父方向                 |

## 使用情況
2016年度1日平均上下車人次為9,592人。西武鐵道全部92個車站當中排行第68位。
近年1日平均上下車人次以及上車人次的推移如下表。
| 年度               | 1日平均 上下車人次 | 1日平均 上車人次 |
| ------------------ | ------------------ | ---------------- |
| 2003年（平成15年） | 11,321             |                  |
| 2004年（平成16年） | 11,287             |                  |
| 2005年（平成17年） | 11,429             |                  |
| 2006年（平成18年） | 10,570             |                  |
| 2007年（平成19年） | 9,486              |                  |
| 2008年（平成20年） | 9,452              |                  |
| 2009年（平成21年） | 8,463              |                  |
| 2010年（平成22年） | 8,457              |                  |
| 2011年（平成23年） | 8,396              |                  |
| 2012年（平成24年） | 8,502              |                  |
| 2013年（平成25年） | 8,780              |                  |
| 2014年（平成26年） | 8,975              |                  |
| 2015年（平成27年） | 9,503              |                  |
| 2016年（平成28年） | 9,592              |                  |

## 相鄰車站
西武鐵道

 池袋線
■快速急行
通過
■急行、■通勤急行、■快速、■準急、■各站停車（通勤急行只限上行運行）
武藏藤澤（SI21）－稻荷山公園（SI22）－入間市（SI23）

## 外部連結
- 稻荷山公園 - 西武鐵道